# Absolute Christmas 2000
Absolute Christmas 2000 er et kompilationsalbum fra 2000 i serien Absolute Christmas. 

## Spor

### Disc 1
1. Queen – "Thank God It's Christmas"
2. Wham! – "Last Christmas"
3. Celine Dion – "I Met An Angel (On Christmas Day)"
4. Shakin' Stevens – "Merry Christmas Everyone"
5. Darleens – "It's Gonna Be A Cold Cold Christmas"
6. Ricky Martin – "Ay, Ay, Ay It's Christmas"
7. Air Supply – "Winter Wonderland"
8. Brenda Lee – "Rockin' Around The Christmas Tree"
9. Elvis Presley – "Blue Christmas"
10. Juice/S.O.A.P./Christina feat. Remee – "Let Love Be Love"
11. Darlene Love – "All Alone On Christmas"
12. John Denver – "Please, Daddy (Don't Get Drunk This Christmas)"
13. Doris Day – "Let It Snow! Let It Snow! Let It Snow!"
14. Diana Ross & The Supremes – "Santa Claus Is Coming To Town"
15. Shu-bi-dua – "Den Himmelblå"
16. Mahalia Jackson – "Silent Night, Holy Night"

### Disc 2
1. John Lennon & Yoko Ono – The Plastic Ono Band – "Happy Xmas (War Is Over)"
2. Slade – "Merry Xmas Everybody"
3. Carnie & Wendy Wilson – "Jingle Bell Rock"
4. Beach Boys – "Little St. Nick"
5. Band Aid – "Do They Know It's Christmas?"
6. Lars Lilholt – "Lad Julen Vare Længe"
7. Jaki Graham – "Christmas Song"
8. Eternal – "When You Wish Upon A Star"
9. MC Einar – "Jul' Det Cool"
10. Sweethearts – "Feliz Navidad"
11. Stig Rossen – "´Mary's Boy Child"
12. Alan Jackson – "A Holly Jolly Christmas"
13. Poul Krebs & Marianne Antonsen – "White Christmas"
14. Gladys Knight & The Pips – "Jingle Bells"
15. Art Garfunkel – "O Come All Ye Faithful"
16. José Carreras – "Ave Maria"